# Coppa asiatica femminile di pallavolo 2008
La I Coppa asiatica femminile di pallavolo si è svolta a Nakhon Ratchasima, in Thailandia, dal 1° al 7 ottobre 2008. Al torneo hanno partecipato 8 squadre nazionali asiatiche e oceaniane e la vittoria finale è andata per la prima volta alla Cina: per le squadre asiatiche essendo la Cina già qualificata di diritto al World Grand Prix 2009 insieme al Giappone, si sono qualificate la seconda e terza classificata ossia Corea del Sud e Thailandia.

## Gironi
| Girone A                                       | Girone B                         |
| ---------------------------------------------- | -------------------------------- |
| Corea del Sud Taipei cinese Thailandia Vietnam | Australia Cina Giappone Malaysia |

## Fase finale

### Finali 1º e 3º posto
|  | Quarti        | Quarti     |               |          | Semifinale | Semifinale |  |  | Finale | Finale |
|  |               |            |               |          |            |            |  |  |        |        |
|  |               |            |               |          |            |            |  |  |        |        |
|  |               |            |               |          |            |            |  |  |        |        |
|  | Corea del Sud | 3          |               |          |            |            |  |  |        |        |
|  | Corea del Sud | 3          |               |          |            |            |  |  |        |        |
|  | Malaysia      | 0          |               |          |            |            |  |  |        |        |
|  | Malaysia      | 0          | Corea del Sud | 3        |            |            |  |  |        |        |
|  |               |            | Corea del Sud | 3        |            |            |  |  |        |        |
|  |               | Giappone   | 0             |          |            |            |  |  |        |        |
|  | Giappone      | Giappone   | 0             | 3        |            |            |  |  |        |        |
|  | Giappone      |            |               | 3        |            |            |  |  |        |        |
|  | Vietnam       | 0          |               |          |            |            |  |  |        |        |
|  | Vietnam       | 0          | Corea del Sud | 0        |            |            |  |  |        |        |
|  |               |            | Corea del Sud | 0        |            |            |  |  |        |        |
|  |               | Cina       | 3             |          |            |            |  |  |        |        |
|  | Thailandia    | Cina       | 3             | 3        |            |            |  |  |        |        |
|  | Thailandia    |            |               | 3        |            |            |  |  |        |        |
|  | Australia     | 0          |               |          |            |            |  |  |        |        |
|  | Australia     | 0          | Cina          | 3        | 3º posto   | 3º posto   |  |  |        |        |
|  |               |            | Cina          | 3        | 3º posto   | 3º posto   |  |  |        |        |
|  |               | Thailandia | 0             |          |            |            |  |  |        |        |
|  | Taipei cinese | Thailandia | 0             | 0        | Thailandia | 3          |  |  |        |        |
|  | Taipei cinese |            |               | 0        | Thailandia | 3          |  |  |        |        |
|  | Cina          | 3          |               | Giappone | 2          |            |  |  |        |        |
|  | Cina          | 3          |               |          | 2          |            |  |  |        |        |
|  |               |            |               |          |            |            |  |  |        |        |
|  |               |            |               |          |            |            |  |  |        |        |

### Finali 5º e 7º posto
|  | Semifinali    | Semifinali    | Semifinali    |               |         | Finale 5º/6º posto | Finale 5º/6º posto | Finale 5º/6º posto |  |
|  |               |               |               |               |         |                    |                    |                    |  |
|  | Malaysia      | Malaysia      | 0             |               |         |                    |                    |                    |  |
|  | Malaysia      | Malaysia      | 0             |               |         |                    |                    |                    |  |
|  | Vietnam       | Vietnam       | 3             |               |         |                    |                    |                    |  |
|  | Vietnam       | Vietnam       | 3             |               | Vietnam | Vietnam            | 3                  |                    |  |
|  |               |               |               |               | Vietnam | Vietnam            | 3                  |                    |  |
|  |               |               | Taipei cinese | Taipei cinese | 0       |                    |                    |                    |  |
|  | Australia     | Australia     | Taipei cinese | Taipei cinese | 0       | 1                  |                    |                    |  |
|  | Australia     | Australia     |               |               |         | 1                  |                    |                    |  |
|  | Taipei cinese | Taipei cinese | 3             |               |         | Finale 7º/8º posto | Finale 7º/8º posto | Finale 7º/8º posto |  |
|  | Taipei cinese | Taipei cinese | 3             |               |         |                    |                    |                    |  |
|  |               |               |               |               |         |                    |                    |                    |  |
|  |               |               |               |               |         | Malaysia           | Malaysia           | 0                  |  |
|  |               |               |               |               |         | Malaysia           | Malaysia           | 0                  |  |
|  |               |               |               |               |         | Australia          | Australia          | 3                  |  |

## Classifica finale
| Classifica | Squadre       | Qualificazione        |
| ---------- | ------------- | --------------------- |
|            | Cina          |                       |
|            | Corea del Sud | World Grand Prix 2009 |
|            | Thailandia    | World Grand Prix 2009 |
| 4          | Giappone      |                       |
| 5          | Vietnam       |                       |
| 6          | Taipei cinese |                       |
| 7          | Australia     |                       |
| 8          | Malaysia      |                       |